# Microporella germana
Microporella germana är en mossdjursart som beskrevs av James Dick och Ross 1988. Microporella germana ingår i släktet Microporella och familjen Microporellidae. Inga underarter finns listade i Catalogue of Life.